# Lena Pessoa

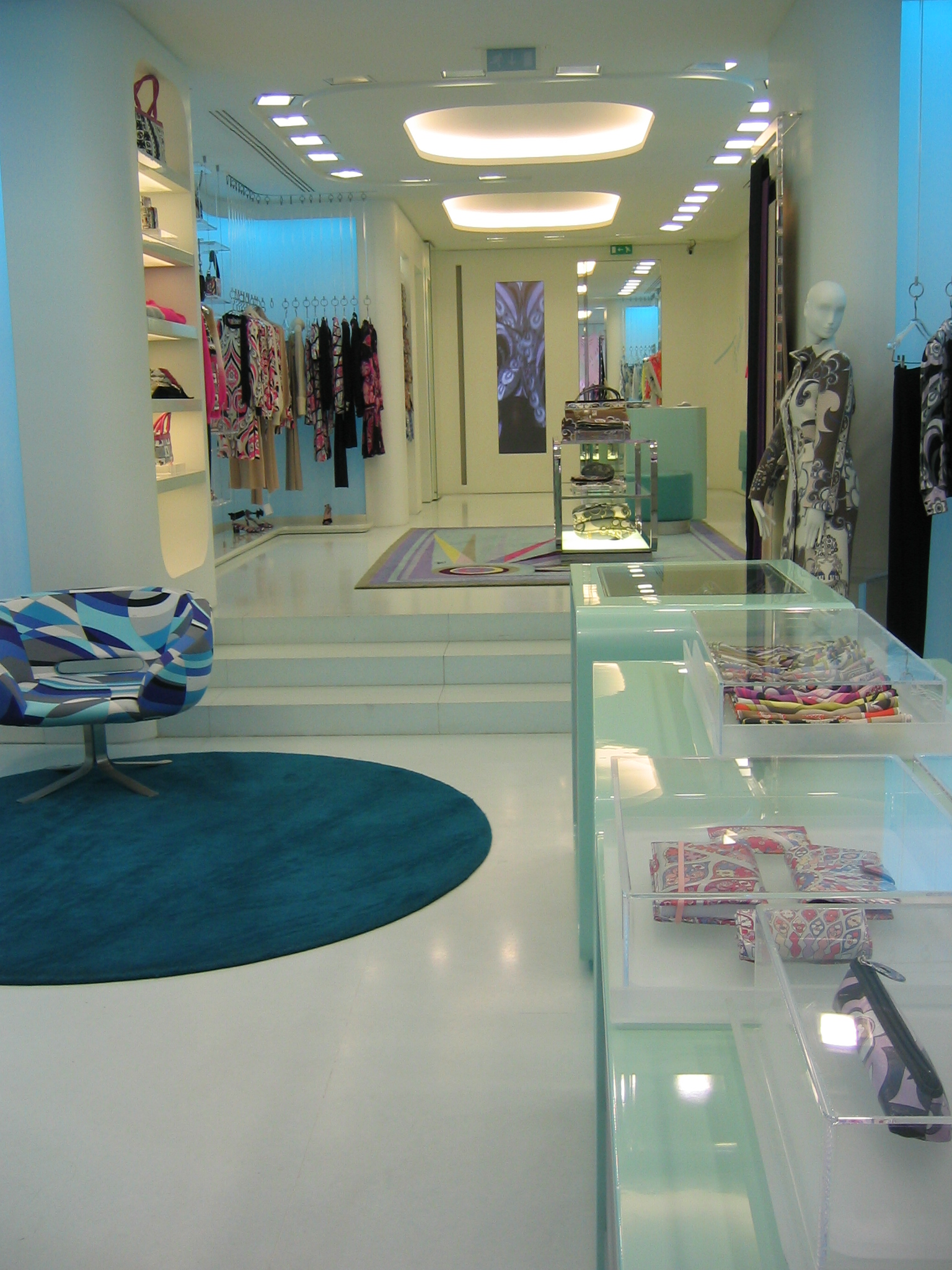
Emilio Pucci, avenue Montaigne, Paris.

Lena Pessoa nasceu em Belo Horizonte, Minas Gerais, e entrou para o mundo do design em 1978 com a criação de uma linha de sapatos. Em pouco tempo, ela passou a desenhar roupas que sempre acreditou ser a “arquitetura” do corpo humano. Considerando o vestuário como um conjunto de elementos inseparáveis, Lena também desenvolveu assessórios para acompanhar suas roupas. Logo após sua chegada em Paris em 1986, apoiada pela Woolmark, Lena criou sua própria linha de roupas e acessórios para marcas como Agnes B e em 1994 criou a sua própria empresa de criação: a Deux L.

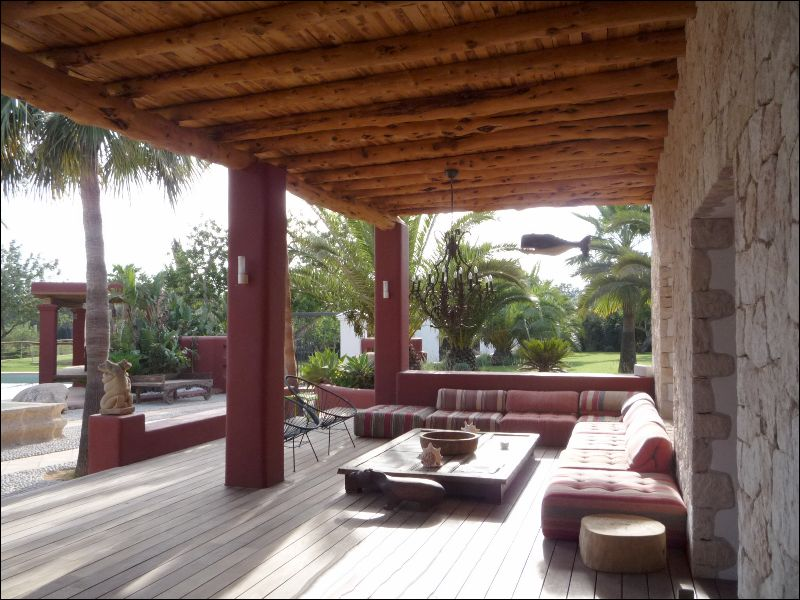
Ibiza

Em 2000, Lena mudou da criação de roupas para a criação de lugares para abrigá-las. Ao entrar em contato com o grupo LVMH para propor um novo conceito de vitrine, a designer recebeu imediatamente uma encomenda para vitrines da marca mundialmente conhecida, Louis Vuitton. Este trabalho lhe valeu a oportunidade de desenvolver também a arquitetura de interiores e design para a primeira boutique da nova marca do grupo: Emilio Pucci. . Em 6 anos e 

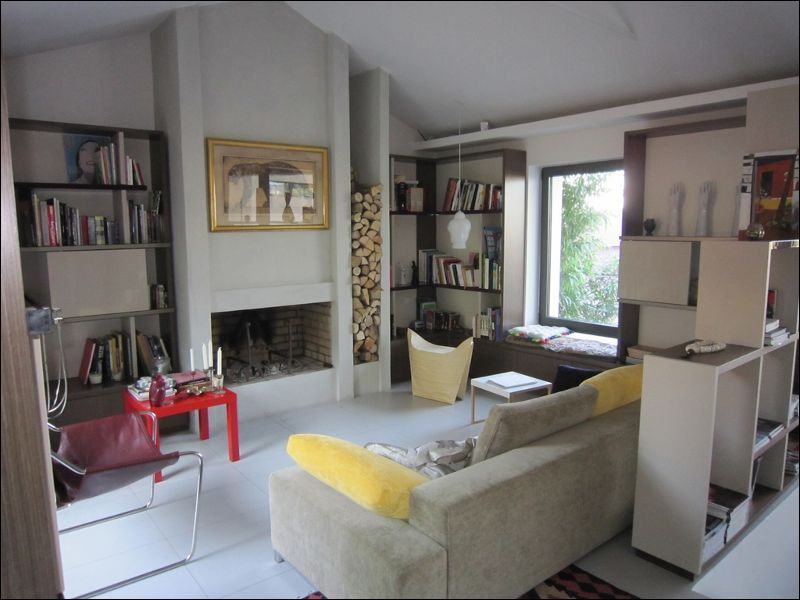
Maison à Paris

com a contribuição do escritório de arquitetura de Milão, Vudafieri Partners, Lena Pessoa inaugurou 50 boutiques de diferentes marcas, (Givenchy, Roger Vivier, Kenzo, Jimmy Choo) ao redor do mundo, de Tókio à Londres, de Paris à NYC. A surpreendente trajetória da designer se deve ao seu processo criativo. Seu trabalho consiste em analisar a identidade e a alma da marca e a partir desta reflexão, criar um conceito personalizado, um universo único para cada uma delas. A presença de Lena Pessoa é praticamente invisível em seus trabalhos, pois ela oculta sua personalidade para impor a identidade visual da marca. Para as roupas, Lena cria boutiques sob medida. 